# WWE世界重量級冠軍
世界重量級冠軍，是隸屬於世界摔角娛樂的一個冠軍項目。
世界重量級冠軍於2002年成立於世界摔角娛樂的前身，也就是當時的世界摔角聯盟（WWF）。世界重量級冠軍是第五個使用金塊腰帶的冠軍項目。世界重量級冠軍原本是隸屬世界摔角娛樂旗下另一個節目WWE Raw的冠軍獎項，由於品牌延伸後WWE SmackDown成為一個品牌個體，因而常於Raw品牌與SmackDown品牌下移動（主要是因為世界摔角娛樂選秀的關係）。世界重量級冠軍的歷史傳統可追溯到世界重量級摔角冠軍，進而使世界重量級冠軍的歷史超過一百年，也是職業摔角界公認最早出現的重量級冠軍項目。
2023年4月，HHH發佈且亮相一條全新的世界重量級冠軍腰帶，並且隸屬於RAW陣營。

## 歷史

### 起源

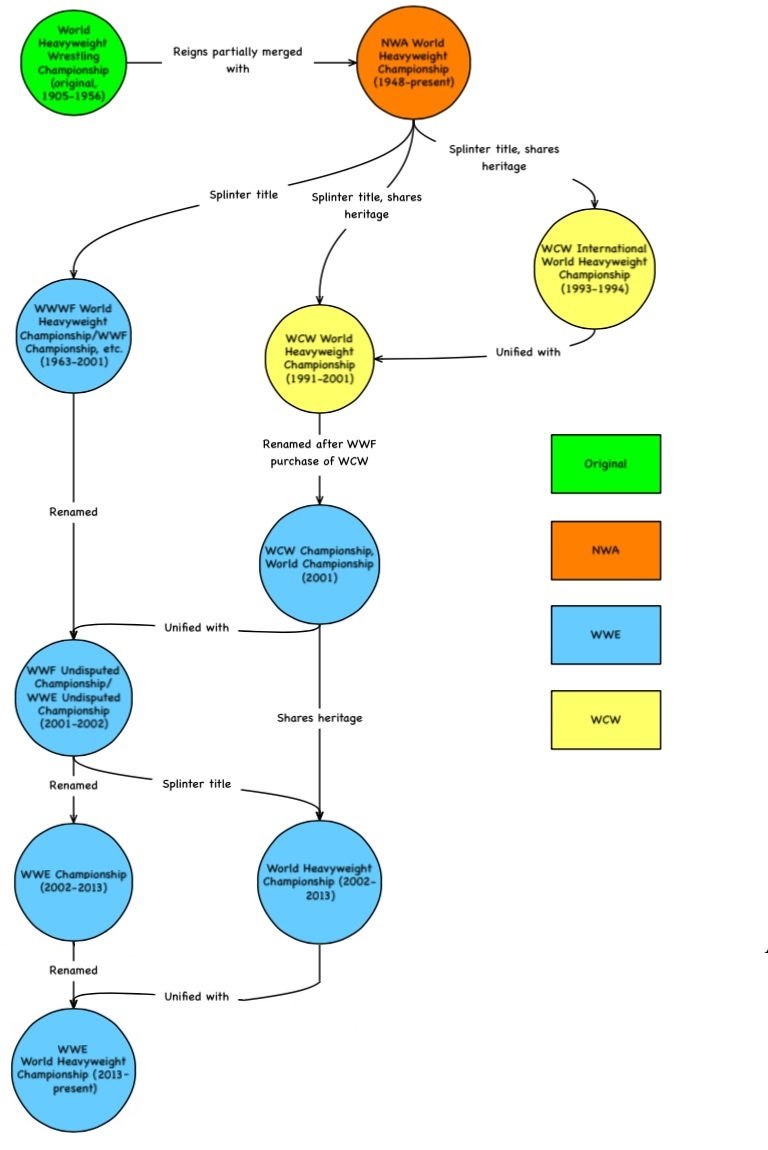
各項世界重量級冠軍演變圖

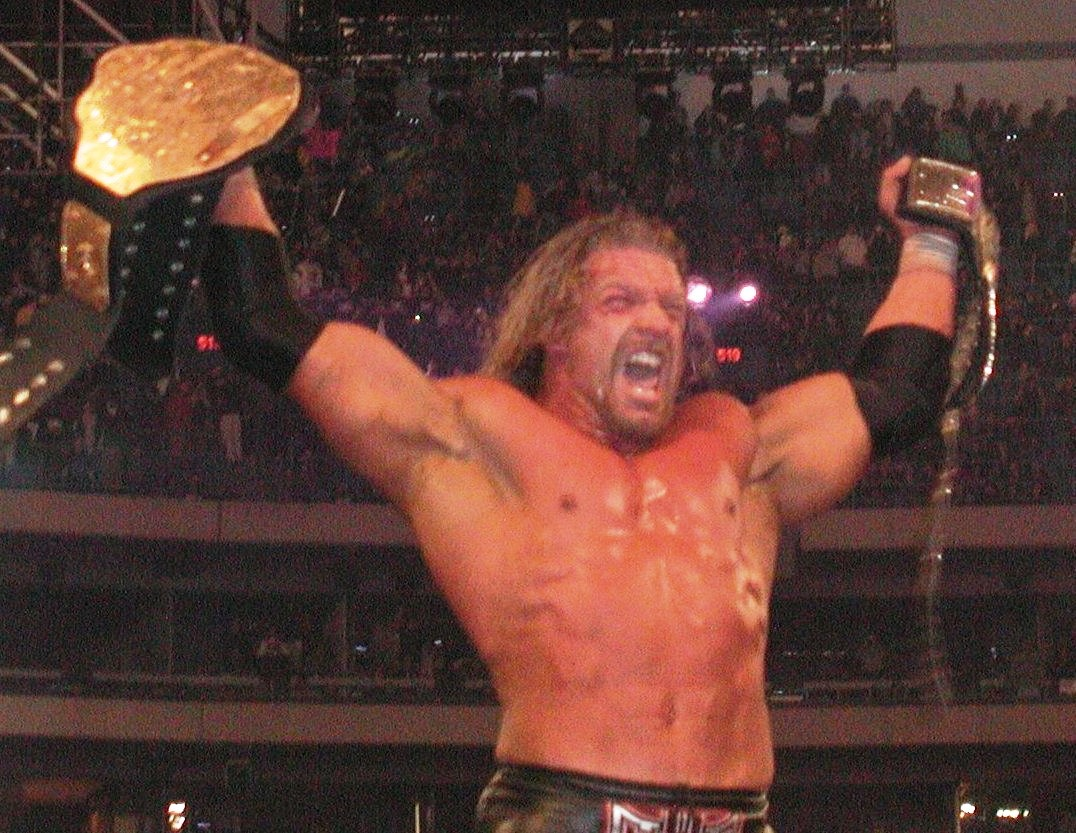
首任世界重量級冠軍Triple H

世界重量級冠軍於2002年成立，由艾瑞克·比绍夫宣布由Triple H成為首任冠軍。然而，世界重量級冠軍的歷史傳統可追溯到隸屬旗下有各個促進聯盟國家摔角聯盟（NWA）的世界重量級摔角冠軍。在1980年代後期，隸屬國家摔角聯盟的吉姆·克羅基特促進聯盟（Jim Crockett Promotions）被已經收購國家摔角聯盟許多促進聯盟的透納廣播公司所收購，並改為世界冠軍摔角（WCW）。在這段期間，世界冠軍摔角以NWA世界重量級冠軍做為世界冠軍項目。1991年，WCW世界重量級冠軍正式創立並由當時NWA世界重量級冠軍瑞克·福萊爾成為首任冠軍。1993年，世界冠軍摔角從國家摔角聯盟脫離，晉身成為前國家摔角聯盟促進聯盟世界摔角聯盟（WWF）的競爭對手。世界冠軍摔角與世界摔角聯盟皆發展成為主流並參與了收視率的戰爭，也就是所謂的週一收視戰。在收視戰的尾聲，世界冠軍摔角的財政開始衰退，最終於2001年3月被世界摔角聯盟收購。根據收購的內容，世界摔角聯盟擁有了世界冠軍摔角的媒體庫、人才合約、冠軍項目和其餘等資產。而之前的世界冠軍摔角選手加入了世界摔角聯盟的選手陣容展開了所謂的「入侵」，而此舉也成功的拋開世界冠軍摔角的舊名。在致命復仇2001，克里斯·傑利可分別打敗了時任WCW冠軍（已經簡稱為世界冠軍）巨石強森和時任WWF冠軍冷石·史蒂夫·奧斯汀成為雙冠軍。克里斯·傑利可被世界摔角娛樂認定為最後一任的WCW冠軍，並且以無可爭議冠軍的頭銜持有金塊腰帶（代表WCW冠軍）和WWF冠軍腰帶（代表WWF冠軍）。世界摔角娛樂承認了這些腰帶作為代表獨立的冠軍項目，直到2002年，由Triple H進行冠軍合併，改稱為無可爭議冠軍。9月2日，針對兩個品牌間冠軍頭銜的爭議後，艾瑞克·比紹夫宣布將從無可爭議的冠軍，獨立出新的冠軍世界重量級冠軍。而獨立出的世界重量級冠軍將承接WCW世界重量級冠軍的冠軍地位。

### 創建
2002年，世界摔角聯盟的摔角選手合約已經過剩一倍。由於過剩的關係，WWE Raw和WWE SmackDown也安排了許多冠軍賽和掛名管理者，並將選手分別隸屬各品牌，這就是後來所謂的品牌延伸。2002年5月，世界摔角聯盟更名為世界摔角娛樂（WWE），WWF無可爭議的冠軍也改稱為WWE無可爭議的冠軍。而一連串的改變過後，WWE無可爭議的冠軍依然可以由任何品牌的選手挑戰。繼艾瑞克·比绍夫和史蒂芬妮·麥馬漢分別被任命為WWE Raw和WWE SmackDown的總經理後，史蒂芬妮·麥馬漢將WWE無可爭議的冠軍布洛克·雷斯納納入SmackDown品牌，使得Raw品牌沒有持有任何一個世界冠軍頭銜。9月2日，針對兩個品牌間冠軍頭銜的爭議後，艾瑞克·比紹夫宣布將從WWE無可爭議的冠軍，獨立出新的冠軍世界重量級冠軍。而後，WWE無可爭議的冠軍也改稱為WWE冠軍。

### 歷史傳承

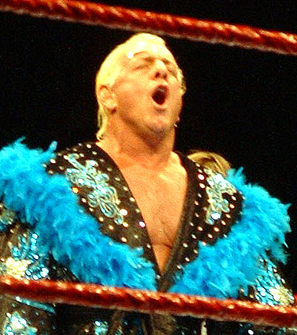
瑞克·福萊爾

自世界重量級冠軍創建以來，世界重量級冠軍的歷史和記錄經常被混淆與其他冠軍項目混淆，主要是因為世界重量級冠軍沒有冠上世界摔角娛樂的名稱。以至於世界重量級冠軍（World Heavyweight Championship）或是世界冠軍（World Championship）都被承認是世界重量級冠軍術語的常見用法。這也導致世界重量級冠軍的歷史被其他像是NWA世界重量級冠軍和WCW世界重量級冠軍等冠軍項目錯誤的合併繼承世界重量級冠軍和金塊腰帶的歷史。由於承認了世界摔角娛樂，世界重量級冠軍並不是延續WCW冠軍，而是從WWE無可爭議冠軍獨立出來，就像WCW冠軍從NWA世界重量級冠軍獨立出來。由於關係到兩個冠軍項目，世界重量級冠軍被公認為最早重量級冠軍的繼承。2013年7月1日，世界摔角娛樂於WWE Raw上授勳前NWA世界重量級冠軍路·塞茲和前WCW世界重量級冠軍瑞克·福萊爾為世界重量級冠軍的繼承者。

### 世界摔角娛樂選秀後的歷史

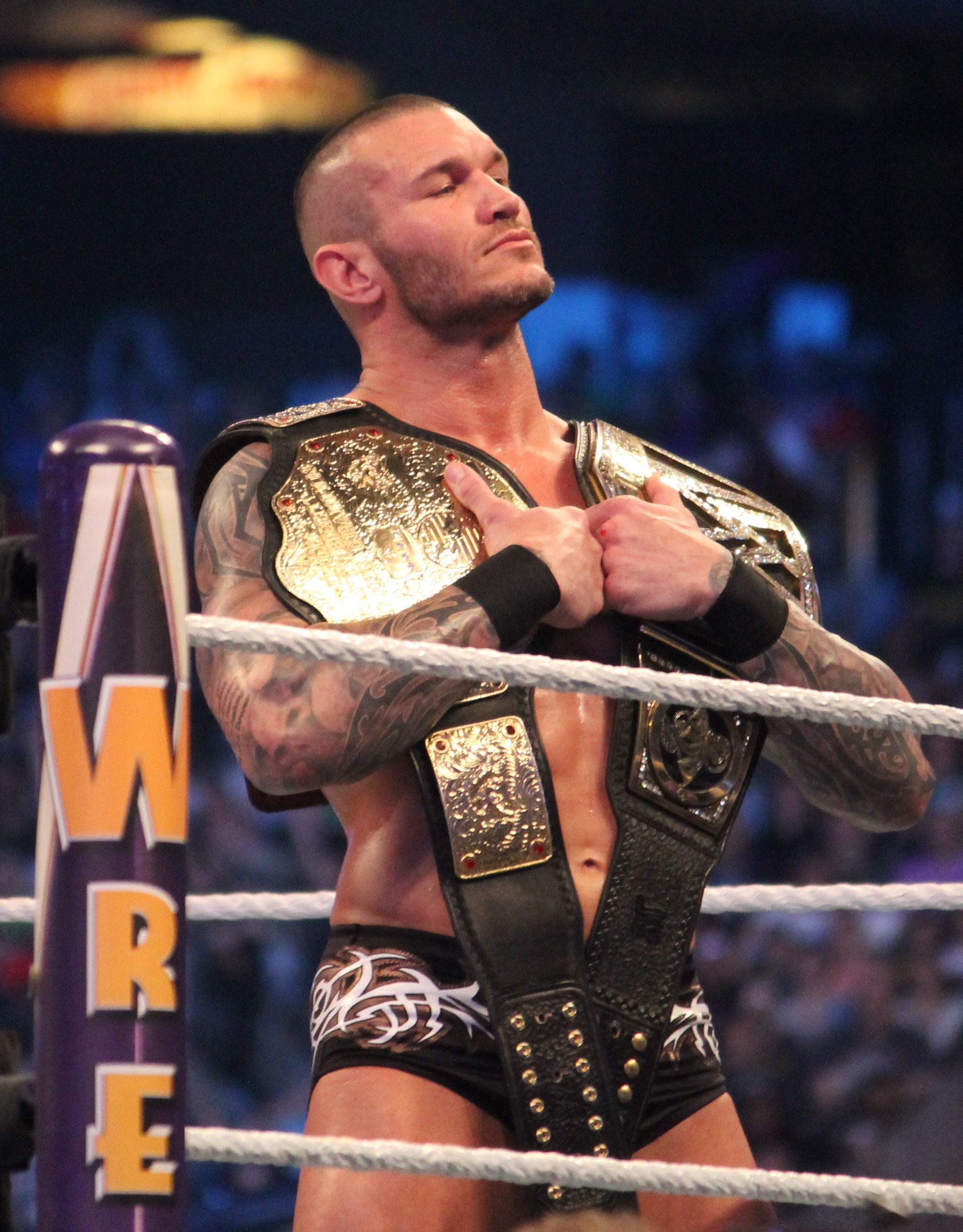
衛冕4次世界重量級冠軍的末任冠軍蘭迪·歐頓

繼品牌延伸後，世界摔角娛樂選秀也正式成立。2002年，瑞克·福萊爾和文斯·麥馬漢分別領導了WWE Raw和WWE SmackDown，他們兩個將會經營這兩個品牌。瑞克·福萊爾和文斯·麥馬漢參加了將選手重新分配的選秀抽籤。而在2005年世界摔角娛樂選秀抽籤的結果，將隸屬於SmackDown品牌三年的WWE冠軍改隸屬於Raw品牌，而原隸屬於Raw品牌的世界重量級冠軍改隸屬於SmackDown品牌，而WWE冠軍約翰·希南和世界重量級冠軍巴帝斯塔也隨之分別改隸屬於Raw品牌和SmackDown品牌。而在2008年世界摔角娛樂選秀抽籤的結果，WWE冠軍Triple H和WWE冠軍改隸屬於SmackDown品牌。2008年6月30日，CM Punk從ECW品牌改隸屬於Raw品牌並兌現了公事包合約打敗Edge成為世界重量級冠軍，世界重量級冠軍進而改隸屬於Raw品牌。4月26日，Edge在離摔角狂熱XXV不到一個月的爆裂震撼2009擊敗約翰·希納，世界重量級冠軍進而改隸屬於SmackDown品牌。Raw品牌選手傑克·史威格兌現了公事包合約打敗克里斯·傑利可成為世界重量級冠軍，因為世界重量級冠軍的品牌指定為SmackDown的關係，世界重量級冠軍傑克·史威格改隸屬於SmackDown品牌。
2011年8月19日，世界摔角娛樂選秀成功的告一段落，所有節目都成為「Supershows」，並將由所有選手亮相。而世界重量級冠軍也可由任一品牌的任一摔角選手來挑戰。
2013年12月15日，TLC2013舉行了WWE冠軍和世界重量級冠軍的TLC賽制WWE冠軍與世界重量級冠軍冠軍戰，賽事結果由時任WWE冠軍的蘭迪·歐頓擊敗了時任世界重量級冠軍的約翰·希納。2013年12月16日，WWE冠軍與世界重量級冠軍合併，合併後的WWE世界重量級冠軍視為是WWE冠軍的延續，而世界重量級冠軍的實體腰帶將隸屬WWE世界重量級冠軍繼續保留，至於冠軍項目則將退役。

## 記錄

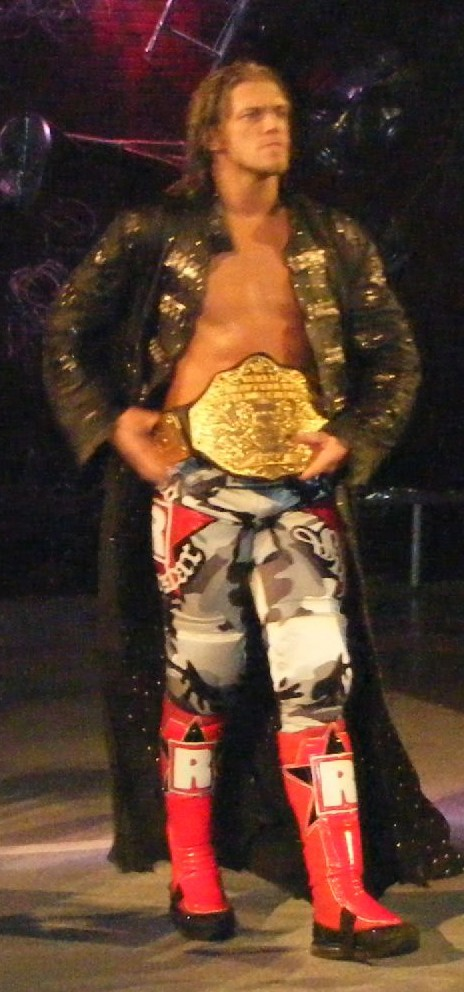
衛冕史上最多7次世界重量級冠軍的Edge

世界重量級冠軍的首任冠軍，是2002年的Triple H。Triple H亦世界重量級冠軍總計連任最長時間的保持人，共計617天。而曾有25位選手成為WWE世界重量級冠軍。世界重量級冠軍的最長連任時間保持人是巴帝斯塔，其記錄從2005年4月3日到2006年1月13日，共計282天。世界重量級冠軍的最短連任時間保持人是Big Show，其記錄為45秒。世界重量級冠軍的最年長冠軍王者是44歲的送葬者，最年輕冠軍王者是24歲的蘭迪·歐頓。世界重量級冠軍的最多勝利次數保持人是Edge，其記錄為7次。

## 外部連結
- 世界摔角娛樂世界重量級冠軍項目官方歷史（页面存档备份，存于）
- Wrestling-Titles.com: 世界重量級冠軍項目 (WWE) （页面存档备份，存于）